# Cosmophyga monastica
Cosmophyga monastica là một loài bướm đêm trong họ Geometridae.